# Tossal de Montalbà
El Tossal de Montalbà és una muntanya de 362 metres que es troba al municipi de Vilagrassa, a la comarca catalana de l'Urgell.